# Nottingham
Nottingham es una ciudad y autoridad unitaria en el condado de Nottinghamshire en la Región de las Tierras Medias Orientales de Inglaterra en el Reino Unido, situada a orillas del río Trent.

## Historia
En tiempos anglosajones la región era parte del Reino de Mercia, y era conocida en la lengua celta insular como Tigguo Cobauc, que significa Lugar de Cuevas, o también Ciudad de Cuevas. En Gales se le conoce poéticamente como Y Ty Ogofog, y en gaélico irlandés como Na Diezmo Uaimh, "La vivienda cueva". Cuando cayó bajo el dominio de un jefe sajón llamado Snot, pasó a ser conocida como "Snotingaham"; la granja del pueblo de Snot.
Por otra parte, el castillo de Nottingham fue construido en el siglo XI, en un afloramiento de piedra arenisca junto al río Leen. El asentamiento anglosajón estaba originalmente confinado al área hoy conocida como Lace Market, rodeado por una importante zanja defensiva y una muralla, que cayó en desuso después de la conquista normanda. Posteriormente, se convirtió en el municipio inglés que, transformando el nombre de Snotingaham, pasó a ser conocido como Nottingham. Albergó un Ayuntamiento y tribunales de justicia. También se desarrolló otro asentamiento alrededor del castillo, en la colina opuesta, el cual fue constituido por los normandos tras recibir apoyo de los franceses. Con el tiempo, el espacio intermedio se fue edificando a medida que la ciudad crecía, y la Plaza del Mercado Viejo se convirtió en el centro de Nottingham varios siglos después. Las defensas erigidas entonces, correspondientes al siglo XII, consistieron inicialmente en una zanja y un banco. La zanja se amplió más tarde, a mediados del siglo XIII, y se construyó un muro de piedra alrededor de gran parte del perímetro de la ciudad. Un pequeño tramo del muro sobrevive y es visible en el extremo norte de Maid Marian Way.
Tras el regreso de Ricardo Corazón de León de las Cruzadas, el castillo fue ocupado por los partidarios del príncipe Juan, incluyendo el Sheriff de Nottingham. Acto seguido fue asediado por Ricardo y, después de un agudo conflicto, fue capturado. En las leyendas de Robin Hood, el castillo de Nottingham es el lugar del enfrentamiento final entre el sheriff y el forajido héroe.
En el siglo XV Nottingham se había convertido en un centro comercial floreciente, destacando por la exportación de esculturas religiosas hechas en alabastro de Nottingham. La ciudad se convirtió en una corporación del condado en 1449 otorgándole un autogobierno eficaz, en palabras de la carta "para la eternidad". El castillo y el condado de Hall fueron excluidos de forma expresa y se mantuvieron como parroquias independientes de Nottinghamshire.
En el siglo XVIII, el viajero alemán Karl Philipp Moritz quedó muy impresionado tras visitar la ciudad, escribiendo en 1782, "De todas las ciudades que he visto fuera de Londres, Nottingham es la más bonita y la más bella. Todo tenía un aire moderno y un gran espacio en el centro era apenas menos bonito que una plaza de Londres. Un sendero encantador conduce desde los campos a la carretera, donde un puente cruza el Trent... Nottingham... con sus altas casas, tejados y campanarios de las iglesias, parece excelente desde la distancia".
Durante la Revolución Industrial, gran parte de la prosperidad de Nottingham se basó en la industria textil; en particular, la ciudad se convirtió en un centro de importancia internacional de la fabricación de encaje. En 1831 los ciudadanos se amotinaron en protesta contra el duque de Newcastle, oponiéndose a la Ley de Reforma de 1832, prendiendo fuego a su residencia, el castillo de Nottingham.
En común con la industria textil del Reino Unido, el sector textil de Nottingham entró en decadencia en las décadas posteriores a la Segunda Guerra Mundial. Actualmente la manufactura textil no es de mucha importancia en Nottingham, sin embargo, muchos de los antiguos edificios industriales en el barrio de Lace Market han sido restaurados y se les ha dotado de nuevos usos.
Nottingham fue una de las ciudades reformadas por la Ley de Corporaciones Municipales de 1835. En ese momento estaba conformada por las parroquias de St Mary, St Nicholas y St Peter. Fue ampliada en 1877 mediante la adición de las parroquias de Basford, Brewhouse Yard, Bulwell, Radford, Sneinton, Standard Hill y partes de las parroquias de West Bridgford, Carlton y Wilford (North Wilford). En 1889 Nottingham se convirtió en ciudad del condado bajo la Ley de Gobierno Local de estado de 1888. Nottingham fue ampliada en 1933 mediante la adición de Bilborough y Wollaton, partes de las parroquias de Bestwood Park y Colwick, y una parte de reciente desarrollo del Distrito Urbano de Beeston. Una extensión de límites más se le concedió en 1951, cuando Clifton y Wilford (sur del río Trent) se incorporaron a la ciudad.

## Arquitectura
Los edificios de Nottingham son una buena representación de los variados estilos arquitectónicos que se han sucedido a lo largo de la Historia, con edificios que datan desde la década de 1100. [cita requerida] Arquitectos como Alfred Waterhouse, Thomas Chambers Hine y Watson Fothergill oriundo de Nottingham, proyectaron edificios elaborados en el siglo XIX para satisfacer la expansión generada por aumento de la producción industrial.

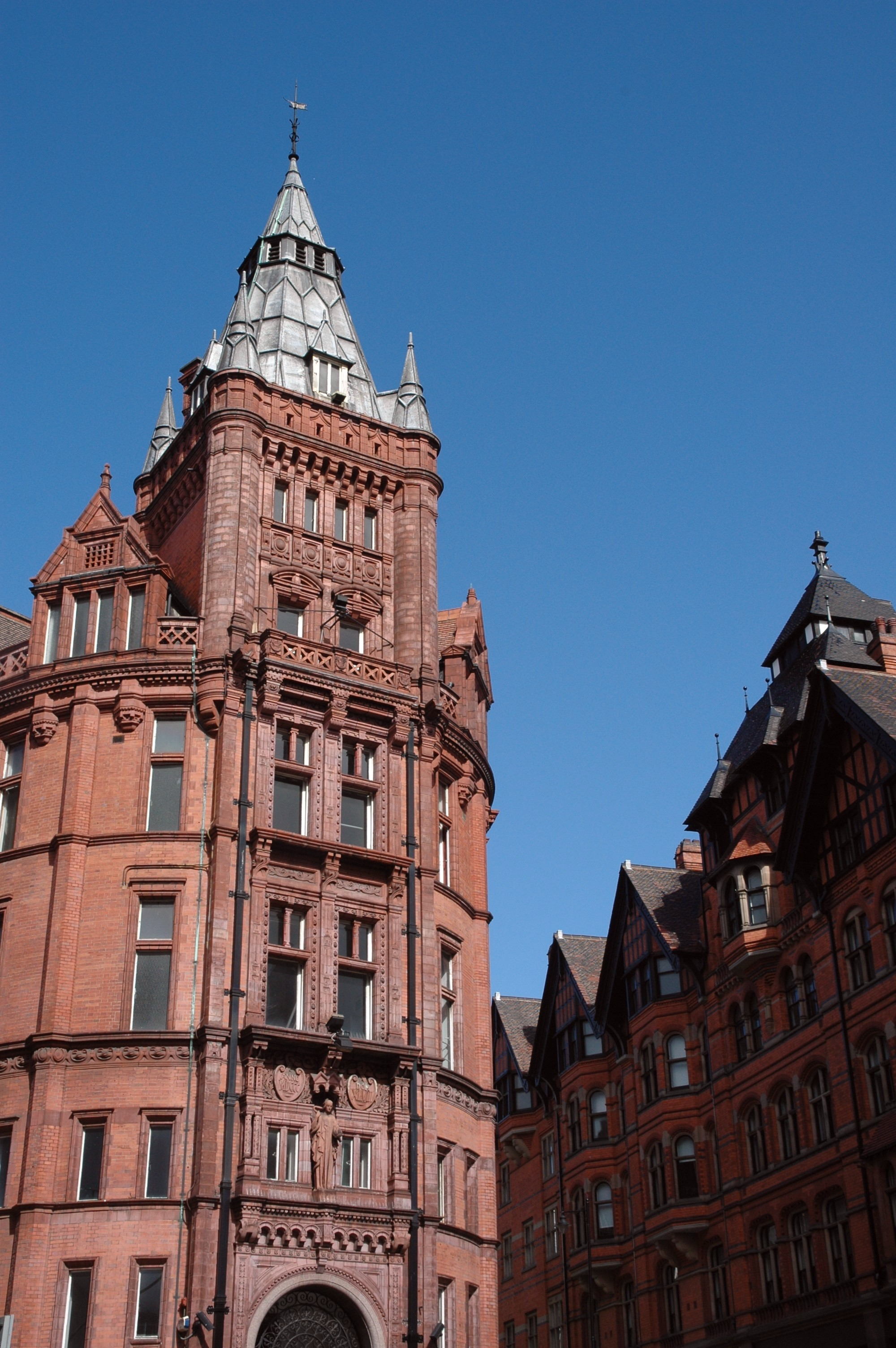
King Street con los edificios Alfred Waterhouse y Watson Fothergill
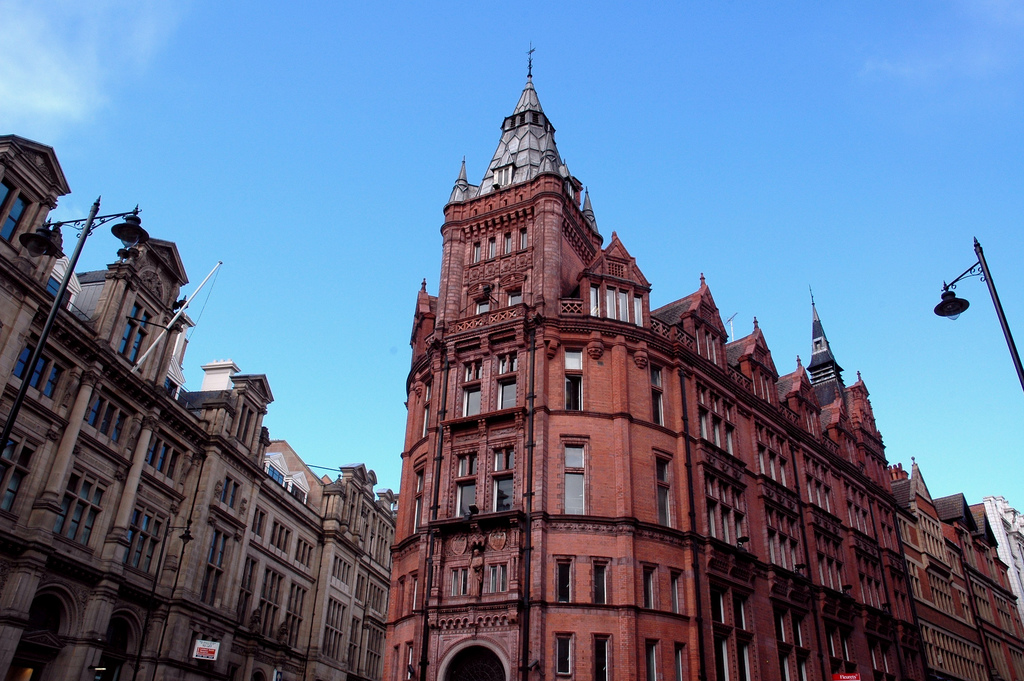
El edificio de Prudential
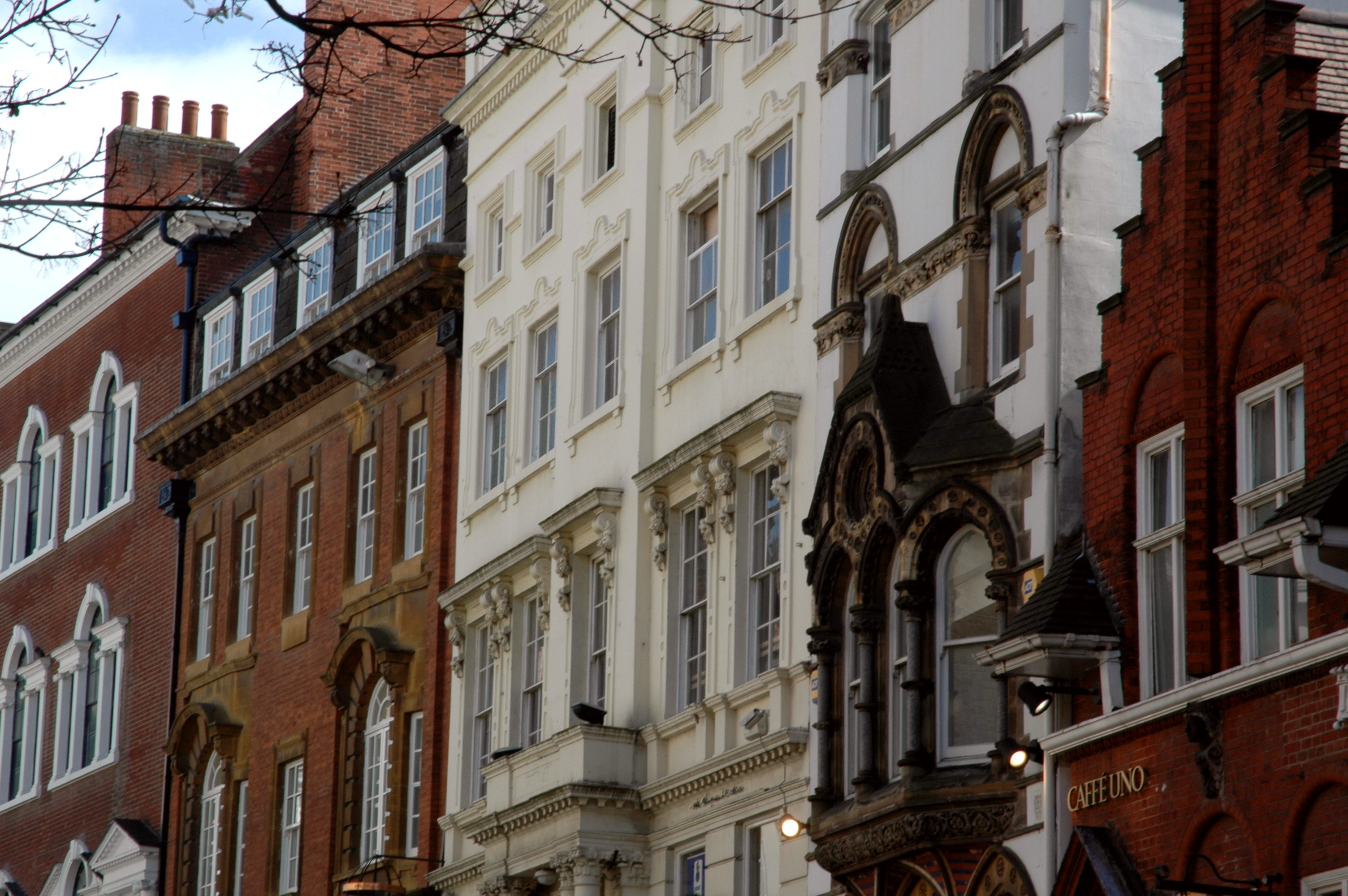
Arquitectura de distintas épocas lado a lado
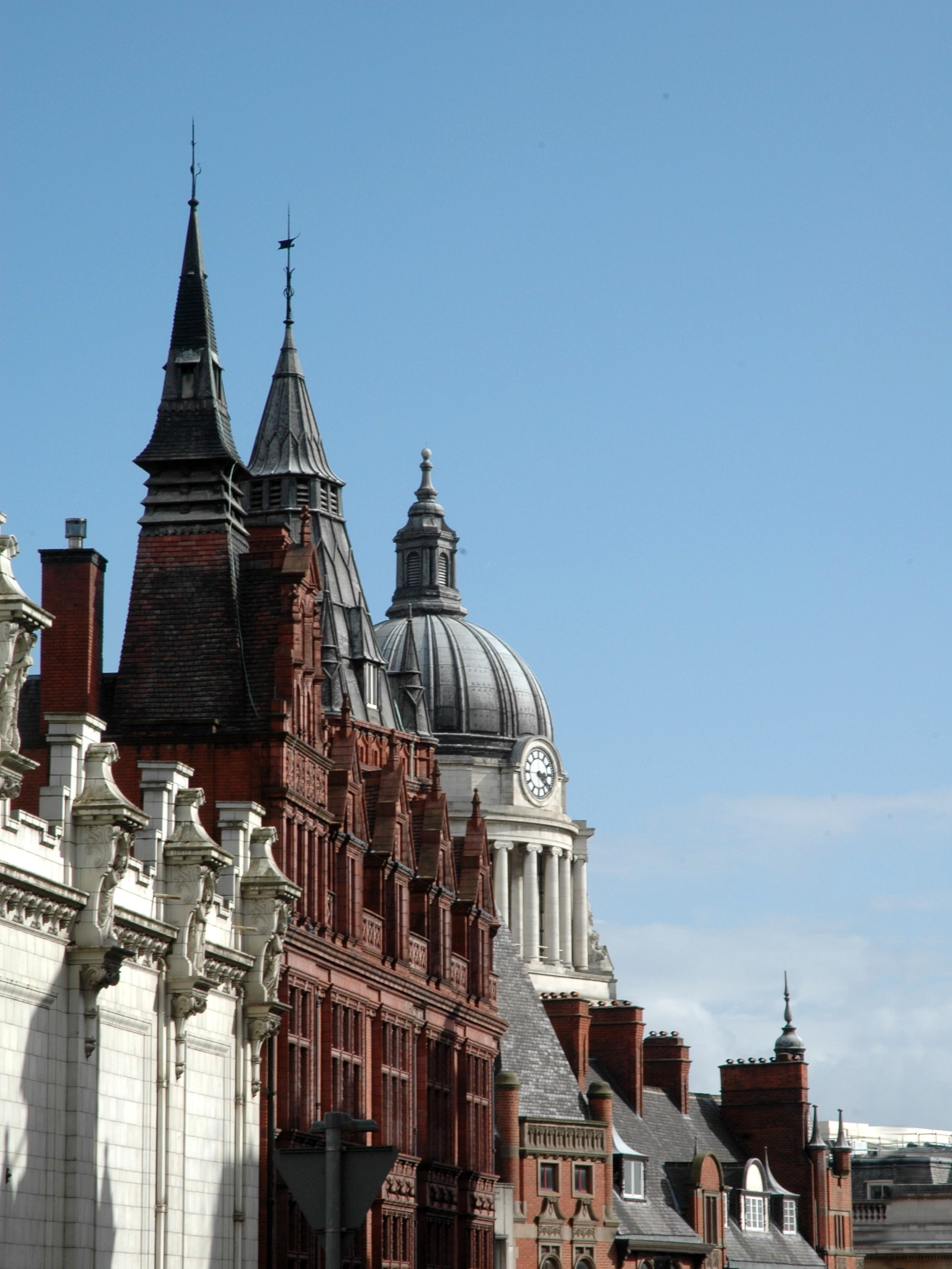
Nottingham City Hall y Queen Street

## Economía
Nottingham es la sede de muchas empresas de renombre. Una de los más conocidas es la farmacéutica Boots UK Limited (ahora Boots UK), fundada en la ciudad por John Boot en 1849 y ampliada considerablemente por su hijo Jesse Boot, primer barón de Trent y su nieto John Boot, segundo barón de Trent.
Otras grandes empresas e industrias actuales radicadas en Nottingham son la agencia de crédito Experian, la compañía energética E.ON UK, la tabacalera Imperial Tobacco, la empresa de apuestas Gala Coral Group, la empresa del mundo de las máquinas de juegos de azar de Bell-Fruit-Games, la empresa de ingeniería Siemens, el fabricante de ropa deportiva Speedo, la compañía óptica Vision Express, la empresa de juegos y editorial Games Workshop, el desarrollador de software para PC Serif Europa, el proveedor de alojamiento web Heart Internet, y la compañía de tarjetas de crédito estadounidense Capital One, cuya única sede europea se encuentra en esta ciudad. Nottingham es también la sede de la HM Revenue and Customs, la agencia responsable de la recaudación de impuestos, y la Nottingham Building Society, creada en 1849.
Hasta hace poco tiempo la fabricación de bicicletas era una industria importante, siendo la ciudad el lugar de nacimiento de las bicicletas Raleigh en 1886. Más tarde se unió Sturmey-Archer, el creador de los cambios internos de 3 velocidades. La fábrica de Triumph en Raleigh Road es famosa por ser el lugar de la filmación del Sábado noche, domingo mañana. La misma fue demolida en el verano de 2003 para dar paso a la expansión de la Universidad de Nottingham. Sin embargo, las bicicletas todavía están diseñadas y montadas cerca de Nottingham, en Eastwood, y todavía llevan el nombre de la ciudad en su logotipo.

## Transportes
Debido a que Nottingham está en el centro de Inglaterra, está muy bien comunicada con el resto de ciudades importantes de Inglaterra y Reino Unido por ferrocarril y autopistas. Además el Aeropuerto de East Midlands se encuentra a menos de 30 minutos en coche, y dispone de conexiones diarias con multitud de destinos en Reino Unido, Irlanda y Europa.

## Personas destacadas
- Robin Locksley, personaje épico que inspiró la leyenda de Robin Hood.
- Bruce Dickinson, vocalista de la banda Iron Maiden.
- Andrew Cole, delantero de Manchester United desde 1995 hasta 2001.
- Brennan Johnson, delantero del Tottenham Hotspur y campeón de la Uefa Europa League de la temporada 2024-2025 con este equipo.
- Layla, luchadora de la WWE.
- Jermaine Jenas, jugador de fútbol de Tottenham.
- Samantha Morton, actriz.
- Jay Mcguiness, vocalista de la banda The Wanted.
- Jake Bugg, cantante y compositor.
- London Grammar, banda de música.
- Alan Walker, compositor, videoproductor.*
- Ian Paice, Músico, Batería de Deep Purple y otros proyectos.*
- Tommyinnit, youtuber y realizador de directos.*

## Deportes
La ciudad alberga al club de fútbol del Nottingham Forest Football Club que compite en la Premier League, la Primera división del fútbol en Inglaterra. Su estadio es el City Ground, que cuenta con una capacidad de 30.000 espectadores y fue construido en 1898, aunque posteriormente ha sufrido numerosas reformas.
También alberga al otro clásico club de la ciudad Notts County Football Club y su estadio es el Meadow Lane. Actualmente el Notts County Football Club compite en la  English Football League Two,cuarta división del fútbol en Inglaterra.